# Moreno De Pauw
Moreno De Pauw, född den 12 augusti 1991 i Sint-Niklaas, är en belgisk tidigare bancyklist vars styrka främst låg i uthållighetsgrenar (som sexdagarslopp, madison och omnium). Han tog en bronsmedalj i madison vid Världsmästerskapen 2017 i par med Kenny De Ketele. Därtill vann han åtta sexdagarslopp (sju i par med De Ketele) och blev belgisk mästare i olika discipliner vid nitton tillfällen.
De Pauw avlutade sin karriär efter säsongen 2019/2020 och fortsatte därefter inom den belgiska poliskåren (som cyklande polis!).

## Meriter
| Säsong |

| Disciplin |

| Omnium |

| Madison partner |

| Eliminering |

| Scratch |

| Poänglopp |

| 1000 m |

| Lagförföljelse |

| Säsong |

| Disciplin |

| Omnium |

| Madison partner |

| Eliminering |

| Scratch |

| Poänglopp |

| 1000 m |

| Lagförföljelse |

| KDF | = Ken De Fauw     | NC | = Nicky Cocquyt | OV  | = Otto Vergaerde    |
| KDK | = Kenny De Ketele | RG | = Robbe Ghys    | LDV | = Lindsay De Vylder |